# Raionul Ivano-Frankivsk, Ivano-Frankivsk
Ivano-Frankivsk (în ucraineană Івано-Франківський район, transliterat: Ivano-Frankivskîi raion) este un raion în regiunea Ivano-Frankivsk, Ucraina. Are reședința la Ivano-Frankivsk.
Are o suprafață de 3.913,1 km². Populația este de 560.100 locuitori, determinată în 2020.